# Metzgeria papulosa
Metzgeria papulosa là một loài Rêu trong họ Metzgeriaceae. Loài này được Stephani mô tả khoa học đầu tiên năm 1900.